# Phare d'Hydra
Le phare d'Hydra, également appelé Phare Zurva, phare Zourvas ou Phare Akra Zourvas est situé à l'est de l'île d'Hydra, dans le golfe Saronique en Grèce. Il est reconstruit en 1946 après avoir été détruit durant la seconde Guerre mondiale par les troupes allemandes.

## Caractéristiques
Le phare est une tour carrée, de pierres, surmontant la maison du gardien. La lanterne, sur une corniche blanche, est de couleur blanche tandis que le dôme de la lanterne est de couleur verte. Il s'élève à 31 mètres au-dessus de la mer Égée au milieu du golfe Saronique.

## Codes internationaux
- ARLHS[4] : GRE-133
- NGA : 15216
- Admiralty[5] : E 4134

## Source
(en) [PDF] List of lights radio aids and fog signals - 2011 - The west coasts of Europe and Africa, the mediterranean sea, black sea an Azovskoye more (sea of Azov) (la liste des phares de l'Europe, selon la National Geospatial - Intelligence Agency)- Version 2011 - National Geospatial - Intelligence Agency - p. 264

## Lien connexe
Hydra (île)